# NBA 2K18
NBA 2K18 é um videojogo de basquetebol em desenvolvimento pela Visual Concepts e publicado pela 2K Sports. É a 19ª edição da série NBA 2K e o sucessor de NBA 2K17. Para
Microsoft Windows, Nintendo Switch, PlayStation 4, PlayStation 3, Xbox One e Xbox 360. Kyrie Irving, que foi do Cleveland Cavaliers e hoje está no Boston Celtics, serve como atleta da capa da edição normal do jogo, enquanto Shaquille O'Neal é o atleta da capa para a edição especial.
NBA 2K18, como os jogos anteriores da série, é baseado em basquetebol; mais especificamente, ele simula a experiência da National Basketball Association (NBA 2K19).